# Dalhousieova univerzita
Dalhousieova univerzita (anglicky Dalhousie University) je kanadská veřejná univerzita založená v roce 1818 guvernérem Georgem Ramsayem, earlem z Dalhousie původně pod názvem Dalhousie College (Dalhousieova kolej). Má celkem čtyři kampusy, přičemž tři se nachází v Halifaxu a jeden v Bible Hill. V roce 2014 sem docházelo 18 000 studentů a v předchozích letech ji absolvovalo přes 110 000 lidí, mezi kterými byla například kosmonautka Kathryn Sullivanová nebo politik Joe Clark.